# Yaez
yaez ist eine kostenlose, 20 bis 24 Seiten starke und zweimonatlich erscheinende Jugendzeitung für 14- bis 21-Jährige, die deutschlandweit an Schulen und Jugendtreffpunkten ausliegt. yaez erscheint aktuell in einer Auflage von 363.115 Exemplaren an rund 5.000 Schulen, der Schwerpunkt von yaez liegt dabei in Süddeutschland. Die Zeitschrift behandelt unter anderen die Themen Lifestyle, Bücher, Filme, Musik, Stars und Allgemeinbildung. Die Zeitschrift wird von der Yaez GmbH in Stuttgart herausgegeben.

## Geschichte
Am 14. November 2001 ging die Internet-Schülerzeitung der Freien Waldorfschule Engelberg online. Das Magazin gewann am 24. Juni 2002 den 1. Platz des Spiegel-Schülerzeitungswettbewerb in der Kategorie Online. „Eine Ausnahmeerscheinung, die professionellste Site aller Bewerber“, urteilte die Jury in der Pressemeldung des Spiegel-Verlages. Mit der Zeit löste sich das Magazin von der Schule ab und unter der Leitung von Janos Burghardt entwickelte sich yaez zu einem Internetmagazin für Jugendliche mit einer Themen-Mischung aus Politik und Lifestyle. Seit Anfang 2003 wurden Konzepte zu einem Print-Titel entwickelt, welche letztlich zur Veröffentlichung der ersten Ausgabe im Herbst 2003 führten. Am 31. Mai 2007 kündigte der Verlag eine Expansion nach Hessen für September 2007 an. Im Januar 2008 ist yaez auch in Rheinland-Pfalz und dem Saarland erschienen und deckt damit das wichtige Gebiet Nielsen III ab. Seit September 2008 erscheint yaez bundesweit an über 5.000 Schulen und Freizeiteinrichtungen mit einer Gesamtauflage von 340.000 Exemplaren.

## Name
yaez geht ursprünglich auf die Abkürzung [Y]et [a]nother [E]-[Z]ine zurück, was ironisch auf den Start eines weiteren Magazins hinweisen sollte. Mittlerweile wird die Bedeutung des Namens aber nicht mehr kommuniziert und yaez ist eine eingetragene Marke im Zeitungs-/Medienbereich.

## Themen
In jeder Ausgabe findet sich ein Titelthema, das sich mit grundständigen Fragen aus dem Lebensbereich von Jugendlichen beschäftigt. So werden die Loslösung vom Elternhaus, Freundschaft, Liebe, die Schule und Zukunftsängste und -perspektiven thematisiert. Im Kulturbereich gibt es feste Rubriken, die Hintergründe und Neuigkeiten aus den Bereichen Internet, Fernsehen, Film und Musik zeigen. Yaez hat mehrere Kolumnisten, die regelmäßig in der yaez veröffentlichen. Dazu gehört der Spiegel-Online-Kolumnist Marc Röhlig mit der Kolumne „Titelnotizen“ und Josephine Kroetz mit ihrer Krimi-Kolumne „Achtung, fiktiv“ (sie ist die Tochter von Franz Xaver Kroetz und Marie-Theres Relin und hat das Buch „Man muss die Welt nicht verstehen, man muss sich nur in ihr zurechtfinden“ bei Rowohlt veröffentlicht).
Neben dem Titelthema und den Rubriken werden auf Sonderseiten einzelne, oftmals aktuelle Themen behandelt. Die einzelnen Themen 2005 waren u. a. Sex, Weltraum, Führerschein, Sport, Körperpflege. 2007 waren u. a. die Themen Techniktrends, Theater und Engagement (lt. Mediadaten). 2008 wurde der US-Wahlkampf zweimal thematisiert (in der September-Ausgabe und in der November-Ausgabe) und in 2009 Seiten zur Europawahl und Bundestagswahl.

## Finanzierung
yaez enthält gekennzeichnete Werbung / Beilagen.